# Зграда Прве народне апотеке
Зграда Прве народне апотеке се налази у Шапцу, у улици Господар Јевремова бр. 23., наменски пројектована и грађена зграда за потребе апотеке и становање власника. Зидана је за апотекара Илију Ранковића, а по пројекту архитекте А. Јанковића 1928. године. Уместо чувене апотеке, новембра 2018. године у зграду се уселила ТО Шабац, која је дуго била у Арамбрашића кући. Зграда има статус споменика културе од великог значаја.

## Изглед зграде
Пројектована да служи као апотека, она је за своје време постигла високе стандарде за ту намену. Посебно је занимљива унутрашња организација простора приземног дела, где је смештен простор за издавање лекова са мецанином изнад. У подрумском делу су помоћне просторије, као и бунар за чување фосфора. Приземни део поред апотеке има лабораторију, канцеларију и магацински простор. Спратни простор је био намењен становању, а таван је имао перионицу и мању собу.
Објекат је смештен на регулационој линији улице, са високим угаоним пролазом за двориште у коме се налази улаз за спратни део објекта. Улична фасада је решена са наглашеним централним ризалитом, благо конвексним у спратном делу и равно решеним у приземном делу и меценини, где је целом ширином и висином провучено стаклено платно у металном раму. Спратни део ризалита је са три прозорска отвора међусобно одвојена танким полуобличастим стубићима. У врху, у нивоу крова је атика као балустрада оивичена са два стуба која носе вазе. Лево и десно од ризалита улична фасада је решена симетрично, са два балкона на спратном делу.